# Українська Гельсінська група
Українська громадська група сприяння виконанню Гельсінських угод, відома також як Українська Гельсінська група (УГГ), об'єднання діячів українського правозахисного руху, утворене в Українській РСР 9 листопада 1976. На 50-тисячному мітингу у Львові 7 липня 1988 р. на її основі було проголошено створення Української Гельсінської спілки (УГС).

## Члени-засновники
1. Руденко Микола Данилович (керівник групи),
2. Григоренко Петро Григорович
3. Мешко Оксана Яківна
4. Лук'яненко Левко Григорович
5. Бердник Олександр Павлович
6. Строката Ніна Антонівна, а також
7. Тихий Олексій Іванович
8. Кандиба Іван Олексійович
9. Матусевич Микола Іванович
10. Маринович Мирослав Франкович, що приєдналися незабаром після офіційного оголошення про заснування групи.

Від початку існування і до свого арешту у 15 жовтня 1981 року незмінним секретарем організації і одним з організаторів ретрасляції судових засідань та акцій протестів на захист заарештованих членів організації була Раїса Руденко, і хоча офіційно не рахувалася членом групи, де-факто була такою від початку створення.

## Мета та завдання діяльності
Підставою для утворення УГГ були постанови про права людини Заключного акту Наради у справах безпеки й співпраці в Європі у Гельсінкі 1975. Згідно з основоположною декларацією УГГ її метою є сприяти виконанню в Україні постанов Заключного акту:
- збирати докази порушення тих постанов та скарги постраждалих;
- доводити факти порушення прав людини та націй в Україні до відома ширших кіл української та міжнародної громадськості, до урядів держав, які підписали Заключний акт.

УГГ ставить також своїм завданням знайомити громадян України з Декларацією прав людини ООН, домагатися від влади здійснення права на вільний обмін інформацією та ідеями, акредитування в Україні представників закордонної преси, утворення незалежних пресових агентств, безпосереднього контакту України з іншими країнами. Для виконання цих завдань УГГ встановила зв'язок зі своїми кореспондентами та співробітниками у різних частинах України, а також з іншими гельсінськими групами (вірменською, грузинською, литовською, російською), зібрала сотні документів, які свідчать про порушення органами влади людських та національних прав, й у своїх деклараціях, меморандумах, зверненнях, протестах довела їх до відома різних міжнародних кіл, а також органів влади СРСР.
УГГ виступала на захист переслідуваних за переконання, давала їм моральну та юридичну допомогу. Від другої половини 1970-их pp. УГГ виявилася в Українській РСР діяльним речником прагнень українського народу до політичної і соціальної свободи та державної незалежності у рамках існуючого радянського законодавства і міжнародних договорів. Правозахисна платформа УГГ стала в наявних в СРСР та у світі умовах мобілізуючим, ефективним засобом для активізації громадськості й оборони українських національних інтересів.
У Меморандумі № 1 УГГ (листопад — грудень 1976 року), зазначалося: «З перших років сталінської диктатури геноциду і етноциду… Український народ, який протягом багатьох століть не знав голоду, у 1933 році втратив понад 6 мільйонів чоловік, які загинули від голодної смерті. Це був всенародний голод штучно створений органами влади: хліб відбирався до останньої зернини, руйнувалися навіть печі та господарчі прибудови в пошуках схованого зерна. Якщо до цього додати мільйони, розкуркулених, котрих цілими родинами вивозили до Сибіру, де вони цілими родинами помирали, то лише за якихось три роки (1930—1933) ми налічимо не менше десяти мільйонів цілком свідомо винищених голодом українців. Четверта частина українського населення».

## Репресії проти УГГ
КДБ застосовувало до УГГ жорстокі репресії. У 1977 заарештовано й тоді або у наступному році засуджено на максимально допущену законом (ст. 62 Кримінального кодексу УРСР — «антирадянська агітація та пропаганда») кару від 7 до 10 років ув'язнення і 5 років заслання членів-засновників УГГ: М. Руденка, О. Тихого, Л. Лук'яненка, М. Мариновича, М. Матусевича.
Після арештів до УГГ в 1977—1978 вступили нові члени:
1. Вінс Петро Георгійович,
2. Калиниченко Віталій Васильович,
3. Стрільців Василь Степанович,
4. Січко Петро Васильович,
5. Січко Василь Петрович,
6. Овсієнко Василь Васильович,
7. Литвин Юрій Тимонович.

У 1979 заарештували О. Бердника, П. і В. Січків, Ю. Литвина, В. Овсієнка.
З 1979 членами УГГ стали:
1. Стус Василь Семенович,
2. Чорновіл В'ячеслав Максимович,
3. Красівський Зеновій Михайлович,
4. Лесів Ярослав Васильович,
5. Малинкович Володимир Дмитрович,
6. Розумний Петро Павлович,
7. Сокульський Іван Григорович,
8. Шабатура Стефанія Михайлівна,
9. Гейко-Матусевич Ольга Дмитрівна,
10. Горбаль Микола Андрійович,
11. Зісельс Йосиф Самуїлович,
12. Мельник Михайло Спиридонович, — вчитель з села Погреби Броварського району Київщини, 9 березня 1979 р.

Навесні 1979 в Мордовських таборах політичних в'язнів створено Групу сприяння виконанню Гельсінських угод у місцях позбавлення волі, до якої ввійшли, між іншими, деякі члени УГГ (Л. Лук'яненко, М. Руденко, О. Тихий), а також інші політичні в'язні з Української РСР: Святослав Йосипович Караванський, Оксана Попович, Богдан Ребрик, о. Володимир Романюк, Ірина Сеник, Данило Шумук, Юрій Шухевич-Березинський.
1977 П. Григоренко одержав дозвіл виїхати на лікування до США, після чого його позбавили громадянства СРСР. Виїхати за кордон дозволили також П. Вінсові, Н. Строкатій, Володимиру Малинковичу й С. Караванському.
На підставі доручення від УГГ створено Закордонне Представництво УГГ в складі: П. Григоренка, Л. Плюща та Н. Строкатої. Воно діяло в напрямі здійснення програми УГГ, виступало перед чужим світом на оборону діячів правозахисного руху в Українській РСР, втримувало зв'язки з різними міжнародними організаціями (Міжнародна Амністія, профспілками, представниками за кордоном правозахисних груп інших народів СРСР).
1979—1980 посилено терор в Українській РСР, особливо проти членів УГГ і заарештовано втретє В. Чорновола, ув'язнено в божевільні О. Мешко, заарештовано В. Стуса, О. Матусевич-Гейко, В. Калиниченка, В. Стрільціва. У тих роках засуджено також до ув'язнення від 2 до 10 pp. таборів і від 3 до 5 pp. заслання членів УГГ: О. Бердника, О. Гейко-Матусевич, М. Горбаля, В. Калиниченка, 3. Красівського, Я. Лесіва, Ю. Литвина, В. Овсієнка, П. Розумного, П. і В. Січків, В. Стрільціва, В. Стуса, В. Чорновола. Декого з них судили за провокаційними звинуваченнями в спробі зґвалтування, незаконному зберіганні зброї, опорі міліції та іншими неполітичними статтями КК УРСР.
З 1979 Закордонне Представництво УГГ вела акцію за мобілізацію міжнародної громадської думки на захист прав людини та народів під час Мадридської конференції. 1980 ЗП УГГ почала видавати «Вісник репресій в Україні» (ред. Надія Світлична).
На початку 1980-х рр. у таборі Кучино на Уралі до УГГ вступили литовець Вікторас Пяткус і естонець Март Ніклус.
В 1985 році членом групи став:
1. Рубан Петро Васильович

## Вшанування
На честь об'єднання у 2015 році у Броварах назвали вулицю Гельсінської групи.
Петро Порошенко вшанував членів Української Гельсінської групи як справжніх героїв.